# Gran Premio di Germania 1991
Il Gran Premio di Germania 1991 è stato un Gran Premio di Formula 1 disputato il 28 luglio 1991 all'Hockenheimring. La gara è stata vinta da Nigel Mansell su Williams.

## Prima della gara
- Alla Lotus Johnny Herbert viene sostituito dal giovane pilota tedesco Michael Bartels perché impegnato nel Campionato giapponese di Formula 3000.
- Alex Caffi torna alla Footwork, dopo aver dovuto anche minacciare il ricorso a vie legali nel caso non avesse riottenuto il proprio posto.
- Satoru Nakajima annuncia il proprio ritiro dalla Formula 1 a fine stagione.
- A partire da questo Gran Premio, grazie ai risultati ottenuti nella prima parte dell'anno, Scuderia Italia, Jordan e Modena Team non devono più disputare le prequalifiche; sono invece costrette a parteciparvi Brabham, AGS e Footwork, che si aggiungono a Fondmetal e Coloni.

## Qualifiche
Durante la sessione di sabato Érik Comas ha un brutto incidente alla seconda chicane, dal quale esce illeso. Le qualifiche sono dominate dai piloti della Williams e della McLaren: Mansell conquista la pole position davanti a Senna, Berger e Patrese; Prost, quinto davanti al compagno di squadra Alesi, è staccato di quasi due secondi dal poleman. Chiudono la top ten De Cesaris, Piquet, Moreno e Martini.

### Classifica
| Pos                     | No | Pilota            | Costruttore               | Tempo    | Distacco |
| ----------------------- | -- | ----------------- | ------------------------- | -------- | -------- |
| 1                       | 5  | Nigel Mansell     | Williams - Renault        | 1:37.087 |          |
| 2                       | 1  | Ayrton Senna      | McLaren - Honda           | 1:37.274 | +0.187   |
| 3                       | 2  | Gerhard Berger    | McLaren - Honda           | 1:37.393 | +0.306   |
| 4                       | 6  | Riccardo Patrese  | Williams - Renault        | 1:37.435 | +0.348   |
| 5                       | 27 | Alain Prost       | Ferrari                   | 1:39.034 | +1.947   |
| 6                       | 28 | Jean Alesi        | Ferrari                   | 1:39.042 | +1.955   |
| 7                       | 33 | Andrea De Cesaris | Jordan - Ford             | 1:40.239 | +3.152   |
| 8                       | 20 | Nelson Piquet     | Benetton - Ford           | 1:40.560 | +3.473   |
| 9                       | 19 | Roberto Moreno    | Benetton - Ford           | 1:40.957 | +3.970   |
| 10                      | 23 | Pierluigi Martini | Minardi - Ferrari         | 1:40.998 | +4.011   |
| 11                      | 32 | Bertrand Gachot   | Jordan - Ford             | 1:41.308 | +4.221   |
| 12                      | 16 | Ivan Capelli      | Leyton House - Ilmor      | 1:41.330 | +4.243   |
| 13                      | 3  | Satoru Nakajima   | Tyrrell - Honda           | 1:41.390 | +4.303   |
| 14                      | 4  | Stefano Modena    | Tyrrell - Honda           | 1:41.566 | +4.479   |
| 15                      | 8  | Martin Brundle    | Brabham - Yamaha          | 1:41.615 | +4.528   |
| 16                      | 15 | Maurício Gugelmin | Leyton House - Ilmor      | 1:41.735 | +4.648   |
| 17                      | 25 | Thierry Boutsen   | Ligier - Lamborghini      | 1:41.823 | +4.736   |
| 18                      | 21 | Emanuele Pirro    | Scuderia Italia - Judd    | 1:42.021 | +4.934   |
| 19                      | 24 | Gianni Morbidelli | Minardi - Ferrari         | 1:42.058 | +4.971   |
| 20                      | 22 | Jyrki Järvilehto  | Scuderia Italia - Judd    | 1:42.171 | +5.084   |
| 21                      | 7  | Mark Blundell     | Brabham - Yamaha          | 1:42.216 | +5.129   |
| 22                      | 30 | Aguri Suzuki      | Larrousse - Ford          | 1:42.474 | +5.387   |
| 23                      | 11 | Mika Häkkinen     | Lotus - Judd              | 1:42.726 | +5.639   |
| 24                      | 34 | Nicola Larini     | Modena Team - Lamborghini | 1:43.035 | +5.948   |
| 25                      | 29 | Éric Bernard      | Larrousse - Ford          | 1:43.321 | +6.234   |
| 26                      | 26 | Érik Comas        | Ligier - Lamborghini      | 1:43.364 | +6.277   |
| Vetture non qualificate |    |                   |                           |          |          |
| NQ                      | 9  | Michele Alboreto  | Footwork - Ford           | 1:43.409 | +6.322   |
| NQ                      | 12 | Michael Bartels   | Lotus - Judd              | 1:43.624 | +6.537   |
| NQ                      | 17 | Gabriele Tarquini | AGS - Ford                | 1:43.787 | +6.700   |
| NQ                      | 35 | Eric van de Poele | Modena Team - Lamborghini | 1:44.207 | +7.120   |

## Gara
Un paio d'ore prima della gara nella riunione dei piloti della FIA, Senna chiede al direttore di gara Roland Bruynseraede che i muri di pneumatici alle chicane sostituiscano con coni stradali a causa della possibilità di urtare le gomme e cappottare, come quanto gli è successo durante le qualifiche per il Gran Premio del Messico. La situazione si accende fin quando il presidente della FIA Jean-Marie Balestre, è costretto a indire una votazione sulla proposta di Senna, che viene votata quasi all'unanimità.
Alla partenza Mansell parte bene e mantiene la testa della corsa; alle sue spalle Berger sopravanza il compagno di squadra Senna, seguiti da Prost, Patrese ed Alesi. A fondo gruppo Blundell va in testacoda prima della prima curva, costringendo Larini a scartare verso destra per evitarlo finendo insabbiato e fuori gara. La prima parte della gara vede i primi sei su un'andatura insostenibile per tutti gli altri, con Mansell che prende sempre più vantaggio fino a scomparire dalla vista di inseguitori e telecamere. Dietro di lui Berger tiene il passo di un mini gruppo formato dal compagno Senna, dalle due Ferrari e dalla seconda Williams, tutti su gomme morbide tranne Alesi che con mescole dura tenta la carta della distanza. Rimane tutto uguale fino alle soste, dove Berger scivola momentaneamente in decima posizione dopo un pit stop più lungo per un problema ad un fissaggio di una ruota, mentre Prost comincia a pressare Senna. In testa alla corsa Mansell ha ormai un buon vantaggio sugli inseguitori, e quando entra ai box per il cambio gomme torna in pista alle spalle di Alesi, che sopravanza dopo due tornate, riprendendosi il comando. Senna e Prost rientrano insieme, seguiti dopo qualche giro da Patrese, che rientra in pista alle loro spalle, mentre Alesi continua con la strategia senza soste.
Inizia un duello tra Senna, Prost e Patrese per la terza posizione; alla fine la spunta l'italiano, che comincia a rimontare su Alesi, mentre gli altri due continuano a contendersi il quarto posto. Prost è costretto a rallentare per un problema di surriscaldamento al motore arrivando a tre secondi di distacco da Senna, per poi ricolmare il gap appena qualche giro dopo. Al 37º passaggio Prost è ormai attaccato a Senna e dopo essersi fatto vedere nei giri precedenti, tenta un attacco all'esterno alla prima chicane, ma Senna resiste, costringendo Prost al bloccaggio delle ruote e ad andare lungo nella via di fuga, dove la macchina si spegne e si ritira a soli otto giri dal termine. Questo episodio riaccende la rivalità tra i due: a fine gara Prost dichiara che, trovandosi nella stessa situazione, manderà fuori pista Senna, mentre quest'ultimo accusa il francese di "lamentarsi solo per il gusto di farlo".
Mansell continua a condurre la corsa fino alla fine, mentre nel frattempo Patrese ha già superato Alesi, dimostrando una netta superiorità delle Williams rispetto agli avversari. Negli ultimi giri Senna comincia a rallentare e viene raggiunto da Berger, e all'ultimo giro proprio nella chicane dell'episodio con Prost alza le mani per segnalare un problema e parcheggia nella via di fuga ormai senza benzina, venendo classificato settimo.
Berger passa e conclude quarto, seguito dalle Jordan di De Cesaris e Gachot.

### Classifica
| Pos      | No | Pilota             | Costruttore               | Giri | Tempo/Ritirato      | Partenza | Punti |
| -------- | -- | ------------------ | ------------------------- | ---- | ------------------- | -------- | ----- |
| 1        | 5  | Nigel Mansell      | Williams - Renault        | 45   | 1:19:29.661         | 1        | 10    |
| 2        | 6  | Riccardo Patrese   | Williams - Renault        | 45   | + 13.779            | 4        | 6     |
| 3        | 28 | Jean Alesi         | Ferrari                   | 45   | + 17.618            | 6        | 4     |
| 4        | 2  | Gerhard Berger     | McLaren - Honda           | 45   | + 32.651            | 3        | 3     |
| 5        | 33 | Andrea De Cesaris  | Jordan - Ford             | 45   | + 1:17.537          | 7        | 2     |
| 6        | 32 | Bertrand Gachot    | Jordan - Ford             | 45   | + 1:40.605          | 11       | 1     |
| 7        | 1  | Ayrton Senna       | McLaren - Honda           | 44   | Mancanza di benzina | 2        |       |
| 8        | 19 | Roberto Moreno     | Benetton - Ford           | 44   | + 1 giro            | 9        |       |
| 9        | 25 | Thierry Boutsen    | Ligier - Lamborghini      | 44   | + 1 giro            | 17       |       |
| 10       | 21 | Emanuele Pirro     | Scuderia Italia - Judd    | 44   | + 1 giro            | 18       |       |
| 11       | 7  | Martin Brundle     | Brabham - Yamaha          | 43   | + 2 giri            | 15       |       |
| 12       | 8  | Mark Blundell      | Brabham - Yamaha          | 43   | + 2 giri            | 21       |       |
| 13       | 4  | Stefano Modena     | Tyrrell - Honda           | 41   | + 4 giri            | 14       |       |
| Ritirato | 27 | Alain Prost        | Ferrari                   | 37   | Uscita di strada    | 5        |       |
| Ritirato | 16 | Ivan Capelli       | Leyton House - Ilmor      | 36   | Motore              | 12       |       |
| Ritirato | 22 | Jyrki Järvilehto   | Scuderia Italia - Judd    | 35   | Motore              | 20       |       |
| Ritirato | 20 | Nelson Piquet      | Benetton - Ford           | 27   | Motore              | 8        |       |
| Ritirato | 3  | Satoru Nakajima    | Tyrrell - Honda           | 26   | Cambio              | 13       |       |
| Ritirato | 26 | Érik Comas         | Ligier - Lamborghini      | 22   | Motore              | 26       |       |
| Ritirato | 15 | Maurício Gugelmin  | Leyton House - Ilmor      | 21   | Cambio              | 16       |       |
| Ritirato | 11 | Mika Häkkinen      | Lotus - Judd              | 19   | Motore              | 23       |       |
| Ritirato | 30 | Aguri Suzuki       | Larrousse - Ford          | 15   | Motore              | 22       |       |
| Ritirato | 24 | Gianni Morbidelli  | Minardi - Ferrari         | 14   | Differenziale       | 19       |       |
| Ritirato | 23 | Pierluigi Martini  | Minardi - Ferrari         | 11   | Differenziale       | 10       |       |
| Ritirato | 29 | Éric Bernard       | Larrousse - Ford          | 9    | Trasmissione        | 25       |       |
| Ritirato | 34 | Nicola Larini      | Modena Team - Lamborghini | 0    | Uscita di strada    | 24       |       |
| NQ       | 9  | Michele Alboreto   | Footwork - Ford           |      |                     |          |       |
| NQ       | 12 | Michael Bartels    | Lotus - Judd              |      |                     |          |       |
| NQ       | 17 | Gabriele Tarquini  | AGS - Ford                |      |                     |          |       |
| NQ       | 35 | Eric van de Poele  | Modena Team - Lamborghini |      |                     |          |       |
| NPQ      | 14 | Olivier Grouillard | Fondmetal - Ford          |      |                     |          |       |
| NPQ      | 10 | Alex Caffi         | Footwork - Ford           |      |                     |          |       |
| NPQ      | 18 | Fabrizio Barbazza  | AGS - Ford                |      |                     |          |       |
| NPQ      | 31 | Pedro Chaves       | Coloni - Ford             |      |                     |          |       |

## Classifiche

### Piloti
| Pos. | Pilota            | Punti |
| ---- | ----------------- | ----- |
| 1    | Ayrton Senna      | 51    |
| 2    | Nigel Mansell     | 43    |
| 3    | Riccardo Patrese  | 28    |
| 4    | Alain Prost       | 21    |
| 5    | Gerhard Berger    | 19    |
| 6    | Nelson Piquet     | 18    |
| 7    | Jean Alesi        | 12    |
| 8    | Stefano Modena    | 9     |
| 8    | Andrea De Cesaris | 9     |
| 10   | Roberto Moreno    | 5     |
| 11   | Jyrki Järvilehto  | 4     |
| 12   | Bertrand Gachot   | 4     |
| 13   | Pierluigi Martini | 3     |
| 14   | Satoru Nakajima   | 2     |
| 15   | Mika Häkkinen     | 2     |
| 16   | Aguri Suzuki      | 1     |
| 17   | Julian Bailey     | 1     |
| 18   | Emanuele Pirro    | 1     |
| 19   | Éric Bernard      | 1     |

### Costruttori
| Pos. | Team                   | Punti |
| ---- | ---------------------- | ----- |
| 1    | Williams - Renault     | 71    |
| 2    | McLaren - Honda        | 70    |
| 3    | Ferrari                | 33    |
| 4    | Benetton - Ford        | 23    |
| 5    | Jordan - Ford          | 13    |
| 6    | Tyrrell - Honda        | 11    |
| 7    | Scuderia Italia - Judd | 5     |
| 8    | Minardi - Ferrari      | 3     |
| 9    | Lotus - Judd           | 3     |
| 10   | Larrousse - Ford       | 2     |

## Statistiche
- Primo Gran Premio di Germania disputato dopo la riunificazione della Germania.

## Fonti
- The Official Formula 1 website, su formula1.com. URL consultato il 13 maggio 2009.
- GpUpadate.com [collegamento interrotto], su f1.gpupdate.net. URL consultato il 13 maggio 2009.
- Alan Henry, AUTOCOURSE 1991-92, Hazleton Publishing, 1991,  p.182, ISBN 0-905138-87-2.